# Li Ning
Li Ning (n. 8 septembrie 1963, Liuzhou⁠(d), Republica Populară Chineză) este un antreprenor ce a reprezentat Republica Populară Chineză, medaliat olimpic. A participat la o ediție a Jocurilor Olimpice (1984) în care a câștigat 3 medalii de aur, o medalie de argint și o medalie de bronz.